# Abd ar-Razzak as-Sausa
Abd ar-Razzak as-Sausa – polityk libijski. Od 7 października 1990 do 18 listopada 1992 Sekretarz Generalny Powszechnego Kongresu Ludowego – formalna głowa państwa Libii.